# マディソン郡 (アイオワ州)
マディソン郡（英: Madison County）は、アメリカ合衆国アイオワ州に位置する郡である。人口は14,019人（2000年）。郡名は第4代アメリカ合衆国大統領ジェームズ・マディソンにちなむ。郡庁所在地はウィンターセットである。
ウィンターセットはジョン・ウェインが生まれた街であり、多くの屋根付橋で有名である。それらの橋は小説および映画『マディソン郡の橋』で呼び物となった。アイオワ州内でも上位の観光スポットとなっている「フランチェスカの家」（Francesca's House）は、この映画の撮影のためにウィンターセットに建てられ、今日でもそのままの姿で保存されており、小説・映画とも公開から10年以上経過した後でも、全米はもとより世界から多くの見物者が訪れる。

## 地理
アメリカ合衆国統計局によると、この郡は総面積1,456km2 (562mi2) である。このうち1,453km2 (561mi2) が陸地で、3km2 (1mi2) が水域である。総面積の0.21%が水域となっている。

### 隣接する郡
- ダラス郡  (北)
- ウォーレン郡  (東)
- クラーク郡  (南東)
- ユニオン郡  (南西)
- アデア郡  (西)

## 人口動勢
2000年国勢調査で、この郡は人口14,019人、5,326世帯、および3,925家族が暮らしている。人口密度は10/km2 (25/mi2) である。4/km2 (10/mi2) の平均的な密度に5,661軒の住宅が建っている。人種構成は白人98.57%、アフリカン・アメリカン0.09%、先住民0.27%、アジア0.18%、太平洋諸島系0.02%、その他の人種0.19%、および混血0.68%である。人口の0.75%はヒスパニックまたはラテン系である。
住民は27.10%が18歳未満の未成年、18歳以上24歳以下が6.90%、25歳以上44歳以下が27.40%、45歳以上64歳以下が23.40%、および65歳以上が15.20%にわたっている。中央値年齢は38歳である。女性100人ごとに対して男性は97.40人である。18歳以上の女性100人ごとに対して男性は93.10人である。
世帯ごとの平均的な収入は41,845米ドルであり、家族ごとの平均的な収入は48,289米ドルである。男性は31,126米ドルに対して女性は24,095米ドルの平均的な収入がある。一人当たりの収入 (per capita income) は19,357米ドルである。人口の6.70%及び家族の4.60%は貧困線以下である。全人口のうち18歳未満の6.60%及び65歳以上の10.40%は貧困線以下の生活を送っている。

## カバードブリッジ

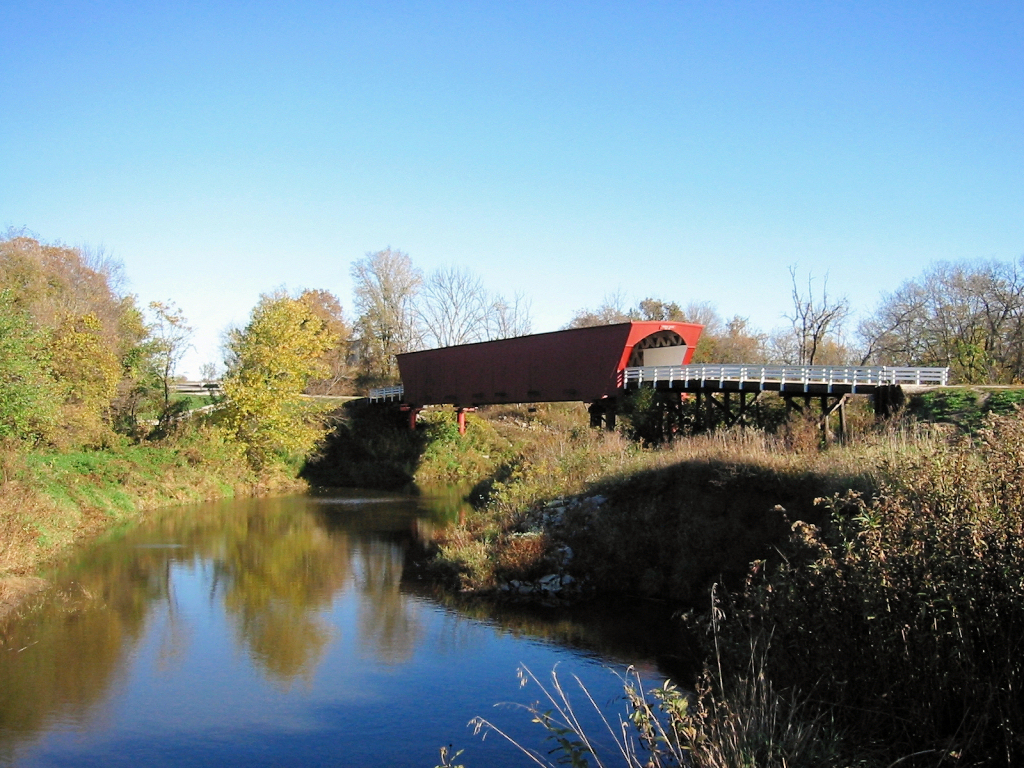
『マディソン郡の橋』の舞台にもなったローズマン・ブリッジ

マディソン郡は屋根がついた橋で有名であり、6本の屋根付橋が現存する。小説『マディソン郡の橋』およびその映画化作品にも登場した。

## 都市及び町
| - ウィンターセット（郡庁所在地） - イーストペルー (East Peru) - Bevington - Earlham | - Macksburg - Patterson - St. Charles - Truro |

### 郡区
- クロフォード郡区
- ダグラス郡区
- グランドリバー郡区
- ジャクソン郡区
- ジェファーソン郡区
- リー郡区
- リンカーン郡区
- マディソン郡区
- モンロー郡区
- オハイオ郡区
- ペン郡区
- スコット郡区
- サウス郡区
- ユニオン郡区
- ウォルナット郡区
- ウェブスター郡区